# Bamberg, Staatsbibliothek, Msc.Var.1
Die Handschrift Bamberg, Staatsbibliothek, Msc.Var.1 ist ein Kodex, der Abschriften mehrerer musiktheoretischer Schriften enthält. Die Handschrift wurde um das Jahr 1000 in Werden geschrieben und von Heinrich II. nach Bamberg gebracht, wo sie bis zur Säkularisation Teil der dortigen Dombibliothek war. Heute wird sie als Teil der Kaiser-Heinrich-Bibliothek in der Staatsbibliothek Bamberg verwahrt.

## Beschreibung

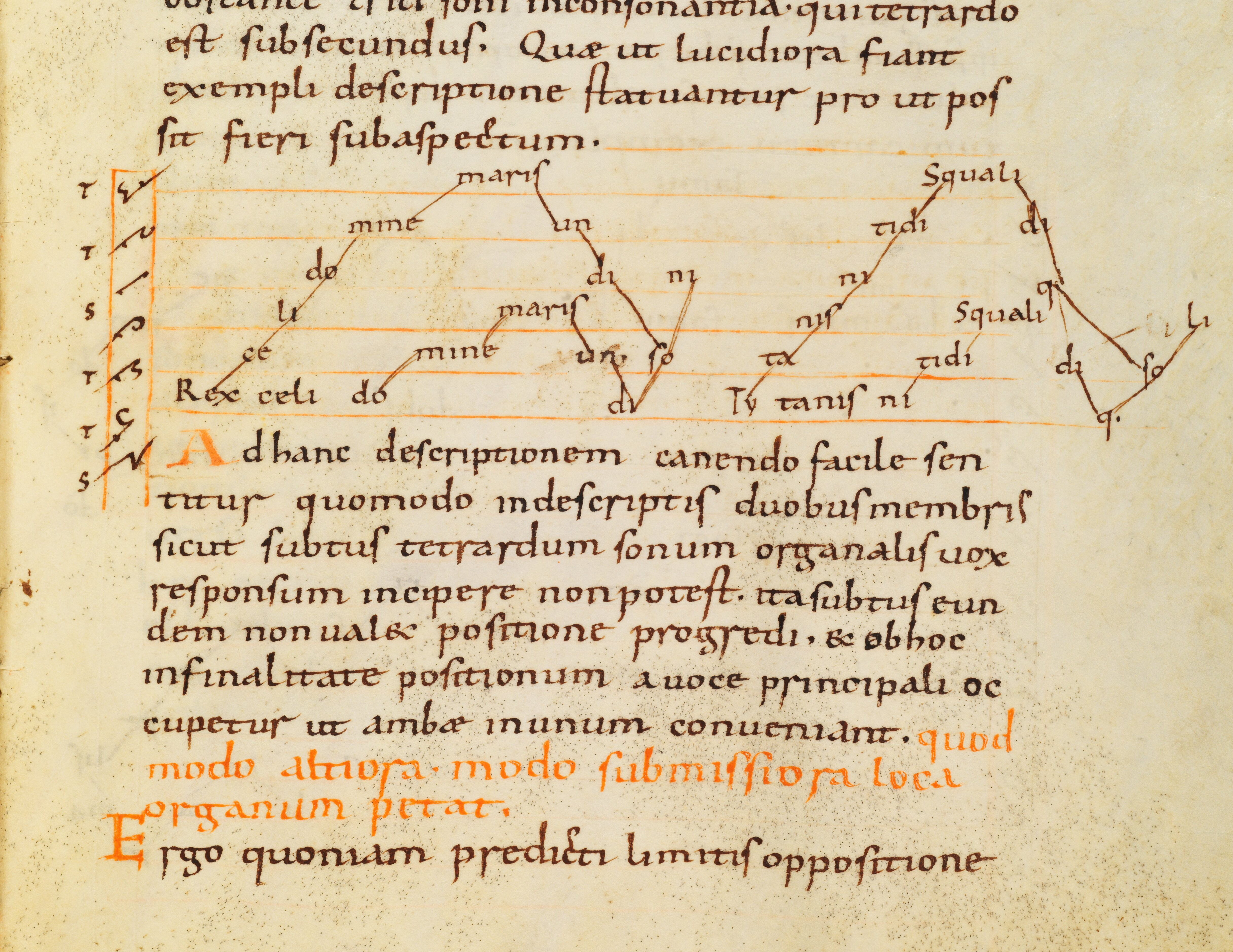
Bamberg, Staatsbibliothek, Msc.Var.1, fol. 57r (Detail).

Die Handschrift besteht aus 66 Blatt Pergament (25 auf 19 cm), das mit meist 30 langen Zeilen beschrieben ist. Die Schrift ist eine Minuskel des späten 10. Jahrhunderts; als Auszeichnungsschrift für das Incipit der ersten Schrift dient eine Capitalis rustica. Majuskeln und Diagramme sind oft farbig ausgeführt.
Hoffmann hat das Kloster Werden als Schriftheimat von Msc.Var.1 nachgewiesen und damit den älteren Theorien zur Entstehung der Musica enchiriadis in Reims eine wichtige Grundlage entzogen. Ein Nachtrag (fol. 35r) wurde nach Hoffmann Anfang des 11. Jahrhunderts in Bamberg geschrieben.
Der Einband stammt, wie bei vielen Bänden der Bamberger Dombibliothek, von 1611.

## Inhalt
Der Kodex enthält die Musica enchiriadis (fol. 2r–38v), Auszüge aus den Etymologien des Isidor von Sevilla und andere musiktheoretische Schriften in Auszügen. Msc.Var.1 ist die älteste vollständige Handschrift der Musica enchiriadis.